# Arctosa tenuissima
Arctosa tenuissima là một loài nhện trong họ Lycosidae.
Loài này thuộc chi Arctosa. Arctosa tenuissima được William Frederick Purcell miêu tả năm 1903.